# Juravenator starki
Juravenator starki és una espècie de petit dinosaure celurosaure que va viure en el que actualment és Alemanya al Juràssic superior, uns 150 milions d'anys.
Les seves restes fòssils foren trobades l'any 1998 per un paleontòleg amateur, Klaus-Dieter Weiß, a prop de Eichstätt.